# Phantom Manor
Phantom Manor är en åkattraktion i området Frontierland i nöjesparken Disneyland Park i Disneyland Resort Paris. Attraktionen har ett liknande tema som attraktionen Haunted Mansion som finns i Disneyland, Magic Kingdom och Tokyo Disneyland och öppnades samtidigt som parken invigdes 12 april 1992.
Attraktionen består av en första del där man som besökare går igenom attraktionen, och en andra del där man åker i Omnimover-vagnar i ett tåg, här kallat Doombuggies. Omnimover-vagnarna är konstruerade så att de kan rotera under färden, så att man alltid tittar i den riktningen som är intressant för attraktionen. Under åkturen utsätts passagerarna för specialeffekter och rörliga figurer ackompanjerade av ljud och ljus. Jämfört med de andra liknande attraktionerna har den franska varianten ett något annorlunda tema som påminner om historien om Fantomen på Operan. Attraktionen är också något mörkare och mer skrämmande än de andra.

## Åkturen
Precis som i andra åkattraktioner med spökhustema, är inte åkturen placerad i själva huset som syns utifrån, utan i en separat byggnad dold bakom själva huset. Attraktionen är i övrigt nästan en kopia av Haunted Mansion-attraktionerna i de andra parkerna, men i den här har man gjort anpassningar för att passa in på western-temat.

### Vägen fram till huset
Phantom Manor ligger högst upp på en liten kulle med utsikt över den södra sidan av Big Thunder Mountain Railroad. Huset ser nergånget ut och området kring huset är överväxt med ogräs, blandat med död vegetation. På väg in i trädgården finns en skylt med texten Phantom Manor - Non Omnis Moriar (Latin, betyder ungefär Jag ska inte dö helt).
Från ett gammalt lusthus spelas musik i form av en långsam version av Grim Grinning Ghosts. I lusthuset är det dukat med en te-servis. Tidigare brukade servisen röra sig för att efterlikna två personer som hällde upp te och drack ur kopparna.

### Foajén
Gästerna närmar sig huset genom den gångväg som slingrar genom trädgården, uppåt mot husets veranda. Där får man köa i väntan på att bli insläppt. En skådespelare utklädd som en något makaber tjänare möter gästerna och öppnar entrédörrarna och släpper in en liten grupp människor åt gången. Foajén består av ett rum med mörka träpaneler på väggarna, en dammig takkrona och två speglar. Rösten från vålnaden spelas upp från taket och väggarna; bjuder artigt in gästerna till huset. Rösten berättar legenden om huset och önskar att besökarna fortsätter utforska huset. Melanies ansikte tonar in och ut i den minsta spegeln under tiden.
Vålnadens röst gjordes ursprungligen av Vincent Price, men efter rättsliga åtgärder är det numera den franske skådespelaren Gérard Chevalier som fick spela in en fransk version av Prices berättelse. Chevalier brukade dubba Price i många av hans filmer. Idag används endast en liten bit av originalinspelningen av Price, nämligen vålnadens elaka skratt.

### Det utsträckta rummet
Gästerna leds därefter in i ett oktagonalt rum med fyra porträtt av den unga Melanie. Vålnadens röst hörs än en gång, den kommenterar galleriet och frågar besökarna om de märkt att rummets väggar sträcks ut, uppåt. Mycket riktigt blir rummet högre, samtidigt avslöjas ett antal hemska situationer på de fyra porträtten, som även de blir längre:
- På det första syns först Melanie plocka blommor vid en gravsten, för att sedan avslöja att ett skelett är på väg upp mot henne ur marken.
- På det andra håller hon i ett parasoll, för att sedan avslöja att hon sitter i en båt på väg mot ett vattenfall.
- På det tredje vadar hon genom ett vattendrag, för att sedan avslöja att ett vattenmonster sträcker sig mot hennes fot.
- På det fjärde porträttet syns Melanie och hennes blivande make på picknick, när myror attackerar deras mat och andra giftiga djur syns i närheten. (En skallerorm, en skorpion, en spindel och en skalbagge).

Vålnaden nämner att rummet varken har fönster eller dörrar och erbjuder dem den kylande utmaningen att hitta ut. Efter att vålnadens elaka skratt klingat ut går strömmen och rummet blir kolsvart. Ett blixtrande och öronbedövande dån fyller rummet med ljus. Samtidigt blir taket genomskinligt och visar en olycksbådande figur som hänger Melanies blivande make från bjälkarna på vinden. Skrik och benknotor som skramlar hörs och rummet blir mörkt igen. Ljuset kommer sakta tillbaka och en gömd dörr öppnas. Där bakom finns en lång hall med porträtt på väggarna.
Det utsträckta rummet är egentligen en hiss som sänker golvet och höjer taket sakta, för att ge illusionen av att rummet blir högre. Detta har två syften, dels att skapa en dramatisk effekt för besökarna, men också att rent praktiskt förflytta besökarna ner från huset till den egentliga marknivån där själva åkturen finns, i en separat byggnad bakom huset. Taket i det utsträckta rummet består av ett material som kallas gas, som döljer vindsscenen tills det lyses upp från ovansidan av blixtarna.

### Hallen
På väg genom hallen kan besökarna se fyra porträtt, som saktar ändrar skepnad till mer makabra bilder:
- En riddare och hans häst på en klippa förvandlas till två spöklika varelser.
- En ung kvinna i ett grekiskt tempel blir till en hårresande Medusa.
- Ett skepp på havet förvandlas till ett spökskepp när det seglar genom en storm.
- En kvinna lutad mot en soffa blir en panter som påminner om en varulv.

I slutet av hallen finns ett stort porträtt av Melanie Ravenswood, där hon bär sin bröllopsklänning. Gästerna svänger runt hörnet och kommer ut i ett stort rum med en enorm trappa som leder upp till andra våningen. Ett spöklikt, dimmigt landskap kan ses genom fönstret vid slutet av trappan. Gamla möbler kantar väggarna och på en hylla på väggen står en byst av en kvinna med bister uppsyn som stirrar på besökarna när de passerar. Ett tåg med de svarta Omnimover-vagnarna, kända som Doombuggies, rör sig genom mitten av rummet, längs med en rörlig plattform som underlättar påstigningen.

### Åkturen
Gästerna kliver ombord i vagnarna, två personer i varje. Vagnarna rör sig uppåt genom mörkret, förbi en ung Melanie som bugar för passerande gäster samtidigt som hon håller i en kandelaber och sjunger.
En rustning som skakar dyker upp i synfältet. Denna är inte helt lätt att se och missas lätt i dunklet. Bredvid rustningen finns en till synes oändligt lång korridor där Melanie dyker upp och försvinner i fjärran, samtidigt som kandelabern hon håller syns hela tiden. Till vänster om korridoren finns ett konservatorium med ett piano. Vid första anblicken ser det ut som att pianot spelar av sig självt, men man kan ana spökpianistens skugga som faller på golvet. En stor, rödögd korp sitter på ett notställ intill pianot och skränar argt.
Vagnarna fortsätter sin resa genom en korridor med dörrar. När vagnarna passerar varje dörr hörs bankande ljud, slag eller skrik bakom dem, som om de innanför dörrarna förgäves försöker ta sig ut. När besökarna passerar den sista dörren, ser de två skeletthänder som sticker ut på ovansidan av dörren, vilket antyder att resten av skelettet hänger på insidan. Vagnarna kommer ut i en liten hall, där ett stort golvur står. På nummertavlan syns siffran 13 istället för 12 och dess visare snurrar baklänges samtidigt som klockan klämtar.
Nästa rum är seansrummet, där en kristallkula finns placerad centralt i rummet. Inuti i kulan syns Madame Leotas avhuggna huvud insvept i dimma. Vagnarna i tåget vrids så att alla passagerarna blickar in mot kristallkulan hela tiden. Samtidigt framkallar hon spöken och mörka krafter genom besvärjelser både på franska och engelska.
Gästerna lämnar seansrummet och fortsätter längs med en balkong. Nedanför ligger balsalen, där det spöklika bröllopet pågår. Melanie står i trappan, sjungande och tittar upp mot vålnaden som står i ett öppet fönster och skrattar maniskt. Spöklika gäster kommer in i rummet, lämnar över presenter och sätter sig kring matsalsbordet, där en möglig bröllopstårta väntar på dem. Fulla spöken svingar sig oförsiktigt från takkronan ovanför bordet. Ett par spöken i eleganta kläder dansar runt i salen, samtidigt som en organist spelar en skrämmande vals.  
Vagnarna fortsätter in i brudens sovrum. Melanie, nu en gammal tant, sitter gråtande framför en spegel, där bilden av ett enormt skeletthuvud syns. Passagerarnas vagnar fortsätter ut genom fönstret och ner i en djup kyrkogård. På vägen passerar de vålnaden som står framför en öppen grav, tillsammans med en odöd hund morrande bredvid sig. Vagnarna fortsätter ner i underjorden, där ett antal hemskheter syns.
Tåget fortsätter genom ett hål och hamnar då i Phantom Canyon, vilket är en skruvad, övernaturlig version av Thunder Mesa, det område som Phantom Manor ligger i. Stora klyftor syns i marken kring tåget, klyftorna antyder att en jordbävning har inträffat och gjort den en gång så välmående staden Thunder Mesa till en spökstad. En kuslig figur står framför en delvis förstörd järnvägsstation och säljer tågbiljetter till underjorden. Gästerna passerar ett raserat rådhus, där en borgmästare bjuder in till att bli Phantom Manors tusende spöke. När han lyfter på hatten, följer huvudet med. Ett skott hörs, en bankrånare flyr på en mula från sheriffen, med Big Thunder Mountain i bakgrunden. Gästerna ser sedan apoteket, där den grönhyade apotekaren dricker gift, följt av en saloon där fasaden rasat in. Genom hålet ser man en kvinna dansa, en bartender, en man som spelar piano och fyra osynliga pokerspelare, som spelar ett parti intill.
Ännu en avbild av vålnaden dyker upp, denna gång ännu mer skrämmande. Han leder gästerna mot attraktionens utgång. När gästerna ser silhuetten av huset framför sig, åker vagnarna in i en mörk passage. Där står Melanies lik och visar vägen ut. Vagnarna når en underjordisk kammare, med stora speglar på väggarna. Däri ser man den spöklika bilden av vålnaden samtidigt som reflektionen av gästerna. Tåget fortsätter genom en vinkällare, där skådespelare hjälper passagerarna ur vagnarna och de kan gå mot utgången.